# Africocypha centripunctata
Africocypha centripunctata е вид водно конче от семейство Chlorocyphidae. Видът е уязвим и сериозно застрашен от изчезване.

## Разпространение
Разпространен е в Камерун и Нигерия.